# Enea
Enea er et polsk energiselskab, der primært producerer elektricitet. De har hovedkvarter i Poznań og virksomheden blev etableret i 2003 ved en fusion mellem fem elværker. De driver elværker med tilhørende distribution af el, elhandel og kulminer.